# Blåkronad klorofonia
Blåkronad klorofonia (Chlorophonia occipitalis) är en fågel i familjen finkar inom ordningen tättingar. Den förekommer i bergsskogar i Centralamerika. Arten tros minska i antal, men beståndet anses vara livskraftigt.

## Utseende
Blåkronad klorofonia är en liten och satt smaragdgrön fink. Buken är lysande gul, näbben knubbig och på hjässan en blå fläck som dock kan vara svår att få syn på i fält.

## Utbredning och systematik
Fågeln förekommer i bergsskogar från sydöstra Mexiko (Veracruz) till Nicaragua. Den behandlas som monotypisk, det vill säga att den inte delas in i några underarter.

### Familjetillhörighet
Tidigare behandlades släktena Euphonia och Chlorophonia som tangaror, men DNA-studier visar att de tillhör familjen finkar, där de tillsammans är systergrupp till alla övriga finkar bortsett från släktet Fringilla.

## Levnadssätt
Blåkronad klorofonia hittas i fuktiga städsegröna bergsskogar. Den ses vanligen i par eller smågrupper som samlas vid fruktbärande träd och buskar.

## Status och hot
Arten har ett stort utbredningsområde, men tros minska i antal, dock inte tillräckligt kraftigt för att den ska betraktas som hotad. Internationella naturvårdsunionen IUCN listar arten som livskraftig (LC). Beståndet uppskattas till i storleksordningen 50 000 till en halv miljon vuxna individer.